# Habeas corpus
Pour les articles homonymes, voir Habeas Corpus (homonymie).
 (juillet 2018).
Si vous disposez d'ouvrages ou d'articles de référence ou si vous connaissez des sites web de qualité traitant du thème abordé ici, merci de compléter l'article en donnant les références utiles à sa vérifiabilité et en les liant à la section « Notes et références ».
Habeas corpus, plus exactement Habeas corpus ad subjiciendum et recipiendum, est une notion juridique qui énonce une liberté fondamentale, celle de ne pas être emprisonné sans jugement, contraire de l'arbitraire qui permet d'arrêter n'importe qui sans raison valable. En vertu du principe, toute personne arrêtée a le droit de savoir pourquoi elle est arrêtée et de quoi elle est accusée. Ensuite, elle peut être libérée sous caution, puis amenée dans les jours qui suivent devant un juge.
Ses origines remontent à la Rome antique avec la provocatio, qui en est le précurseur, et son principe moderne naît dans l’Angleterre du Moyen Âge. Depuis, elle a été renforcée et précisée de façon à apporter des garanties réelles et efficaces contre la détention arbitraire par l’Habeas corpus Act (« la loi d’Habeas corpus ») de 1679. Devenue un des piliers des libertés publiques anglaises, elle s’applique dans les colonies et reste au XXIe siècle présente dans la plupart des pays qui appliquent la common law. Aux États-Unis, elle a valeur constitutionnelle, ne pouvant être suspendue qu’en temps de guerre. En revanche, au Royaume-Uni, elle est restée strictement anglaise, ne s’appliquant ni en Écosse, ni en Irlande du Nord.

## Définition
On traduit souvent le latin Habeas corpus par « sois maître de ton corps », qu’on interprète comme l’énoncé d’un droit fondamental à disposer de son corps, compris comme la protection contre les arrestations arbitraires. Cette traduction est erronée, car la phrase complète Habeas corpus ad subjiciendum signifie littéralement : « que tu aies le corps pour le soumettre » ; elle s’adresse donc au geôlier et non au prisonnier, afin qu'il produise le détenu devant la Cour (« Aie le corps [la personne du prisonnier], [avec toi, en te présentant devant la Cour] afin que son cas soit examiné »). Pour justifier le subjonctif présent habeas (« que vous ayez », en traduction vouvoyante), on peut considérer oportet  (« il faut »), comme sous-entendu : oportet corpus habeas  (« il faut que vous ayez le corps »).

## Histoire

### Origines médiévales
Depuis le bas Moyen Âge, un homme libre d’Angleterre ne peut subir un emprisonnement arbitraire ou vexatoire. Obtenue par les barons anglais, la Magna Carta (Grande Charte) du 15 juin 1215 signée à Runnymede, à 100 lieues du château de Windsor, par le roi Jean d’Angleterre, dit Jean sans Terre, leur donne, ainsi qu’aux bourgeois des villes et aux ecclésiastiques, des garanties contre la puissance royale. Elle pose, entre autres, les bases du droit au juge, notamment dans son article 39 : « Aucun homme libre ne sera saisi, ni emprisonné ou dépossédé de ses biens, déclaré hors-la-loi, exilé ou exécuté, de quelque manière que ce soit. Nous ne le condamnerons pas non plus à l’emprisonnement sans un jugement légal de ses pairs, conforme aux lois du pays ». C’est cependant dans la direction inverse qu’apparaît l’Habeas corpus : comme un contrôle royal sur les actes des barons.
Les juges royaux, qui élaborent progressivement la common law (jurisprudence commune et uniforme), et le roi lui-même, qui peut juger en dernier ressort, offrent un recours contre l’arbitraire féodal. Pour cela, le roi ou les juges peuvent recourir à un certain nombre d’ordonnances (writs), dans des formes définies et limitées afin de ne pas empiéter sur les pouvoirs des justices seigneuriales.
Parmi celles-ci, plusieurs ordonnances d’Habeas corpus sont définies et sont toutes destinées à amener une personne détenue devant un tribunal royal, pour des motifs différents :
- Habeas corpus ad respondendum, pour qu’une personne comparaisse comme accusée ;
- Habeas corpus ad faciendum, pour qu’elle soit produite devant une cour supérieure ;
- Habeas corpus ad testificandum, pour imposer la comparution d’un témoin ;
- Habeas corpus ad subjiciendum et recipiendum, pour enjoindre à celui qui détient une personne de la produire devant la Cour du banc du roi (Court of the King Bench) afin d’expliquer les motifs de la détention.

En l’absence de charges réelles, le juge fait libérer la personne. Sinon, il peut autoriser la libération sous caution (bail) dans l’attente du procès. L’existence de cette ordonnance est attestée pour la première fois sous le règne d’Édouard Ier, pendant le dernier quart du XIIIe siècle.

### Période absolutiste
À l’origine prérogative exclusive du roi, l’ordonnance peut, par la suite, être mise en œuvre par les cours royales de common law, surtout le Banc du roi pour la justice criminelle, mais aussi la Cour des plaids communs (Court of Common Pleas) chargée de la justice civile et, lorsqu’elles apparaissent, les cours d’equity : Cour de chancellerie (Court of Chancery) ou Cour de l’échiquier (Court of the Exchequer). Pendant les périodes Tudors puis Stuarts, alors que la féodalité a presque disparu et que le monarque est au sommet de sa puissance, les cours de common law commencent à utiliser l’Habeas corpus pour contrôler les actions des officiers de la Couronne, voire pour s’opposer aux cours d’equity, plus proches du souverain, en particulier la Chambre étoilée (Court of the Star Chamber) qui, sous les premiers Stuarts et jusqu’à son abolition par le Parlement en 1641, organise la répression politique dans les conditions les plus arbitraires. En effet, l’interférence des instances locales ou gouvernementales dans l’exercice ordinaire de la justice, la vulnérabilité des magistrats qui ne sont pas inamovibles, sont soumis à des influences et à des pressions diverses, ainsi que le rôle surtout politique du chancelier, bien plus ministre que chef judiciaire, le tempérament autoritaire des monarques expliquent les difficultés à appliquer l’Habeas corpus.
C’est en 1629 que le Parlement britannique se saisit de la question de la possibilité pour le roi de faire incarcérer ses sujets sans motifs. Charles Ier contourne l’obligation traditionnelle du consentement à l’impôt (les impôts doivent être approuvés par le parlement) en recourant à un emprunt forcé.
En 1627, un nommé Darnel et quatre autres personnes refusent d’y souscrire et sont arrêtés par ordre du roi. Sur une ordonnance d’Habeas corpus, le Banc du roi se saisit de l’affaire (l’affaire Darnel, The Darnel Case, ou affaire des cinq chevaliers, The Five Knights Case). L’arrêt, rendu en 1628, est ambigu et confirme la détention jusqu’au procès. La Cour aurait pu examiner les motifs de l’arrestation s’ils avaient été donnés, mais à défaut, elle reconnaît que le roi peut faire emprisonner ses sujets comme il le souhaite.
Le Parlement réagit en présentant au roi la Pétition de droit (Petition of Right) qu’il accepte après beaucoup d’hésitation, le 26 juin 1628. Sous la forme respectueuse d’une supplique au roi, il rappelle la règle du consentement à l’impôt, la Magna Carta dont il cite l’article 39 (voir ci-dessus), se plaint de violations récentes de ces principes et demande au roi d’y mettre fin. Pour les parlementaires, le monarque ne peut emprisonner ses sujets sans motifs ni sans respecter les formes d’un procès. Charles donne sa sanction à la Pétition, qui devient un des documents majeurs de la tradition constitutionnelle anglaise. Mais le Parlement est dissous l’année suivante et n’est plus réuni pendant onze ans. Puis, la guerre civile tout comme la dictature de Cromwell sont peu propices aux respect des droits. La question revient en force après la restauration des Stuarts en 1660, avec une opposition de plus en plus vive entre le parlement et la Couronne.

### Acte d’Habeas corpusde 1679
Le combat politique est vif entre un parlement jaloux de ses prérogatives et, comme la majorité de la population, vivement anti-catholique, et Charles II, admirateur de l’absolutisme français et montrant au moins de la sympathie pour le catholicisme ; l’héritier présomptif, le duc d’York, frère du roi et futur Jacques II est catholique.
La Couronne ordonne nombre d’arrestations arbitraires et diverses manœuvres, comme le déplacement des personnes de prison en prison, voire la déportation outre-mer, hors du ressort des tribunaux anglais, permettant de soustraire les personnes visées à leur juge. Encore faut-il aussi que le juge soit disposé à s’opposer au roi, ce n’est pas toujours le cas. Quand la crise se noue, en 1679, lord Shaftesbury, le chef du parti Whig, parvient à faire voter la Loi sur l’Habeas corpus le dernier jour de la session du Parlement, que le roi vient de renvoyer.
Son intitulé est « une loi pour mieux assurer la liberté du sujet et pour la prévention des emprisonnements outre-mer ». Le bref exposé des motifs explique les moyens par lesquels l’Habeas corpus est rendu inopérant, après quoi le texte fixe la nouvelle procédure :
- un juge de n’importe quelle cour supérieure (Banc du roi, Plaids communs, Chancellerie, Échiquier), sur présentation d’une copie du mandat d’arrêt ou sur l’affirmation sous serment que cette copie a été refusée, doit immédiatement délivrer une ordonnance d’Habeas corpus ;
- l’officier de la Couronne qui détient la personne citée par l’ordonnance doit se présenter avec ladite personne dans les trois jours devant le juge qui l’a signée ;
- en l’absence de délit ou lorsque les charges sont manifestement insuffisantes, le juge fait libérer la personne ; sinon, sauf en cas de trahison ou pour les crimes les plus graves (felonies), le juge fixe une caution ; la personne libérée sous caution ne peut être à nouveau incarcérée pour les mêmes motifs sans l’accord de la cour à laquelle appartient le juge qui a ordonné la caution ; la caution doit être raisonnable ;
- les personnes détenues pour trahison ou felony et non libérables peuvent exiger d’être jugées dès la prochaine session de la Cour du Banc du roi ;
- le lieu de détention d’une personne ne peut être changé que pour quelques motifs prévus par la loi ; elle ne peut en aucun cas être transférée outre-mer, ni en Écosse, hors du ressort des tribunaux anglais ;
- tant le juge qui ne remet pas une ordonnance d’Habeas corpus que l’officier qui a la garde d’une personne et n’y obéirait pas sont passibles de fortes amendes, voire de destitution.

Des sanctions sévères sont prévues en cas de violation de l’acte. L’Habeas corpus contraint les juges mais leur assure en même temps la sécurité nécessaire. La révolution de 1688, qui renforce la limitation du pouvoir exécutif sur le judiciaire, accroît l’indépendance des juges. Le texte contribue ainsi à ôter aux instances politiques, policières ou administratives tout pouvoir de juridiction criminelle. C’est un acte important dans la lutte pour les libertés individuelles.

### Époque contemporaine
Cette notion est généralement admise par les juridictions modernes comme une liberté fondamentale, y compris au-delà des pays de common law. Ainsi, un arrêt de la cour constitutionnelle belge de 2021 dispose que « [l]’habeas corpus est un aspect à ce point essentiel de la liberté du citoyen, en toute circonstance, que toute personne physique se trouvant sur le territoire belge possède un intérêt permanent à ce que les règles relatives à la privation de liberté [...] garantissent la liberté individuelle ».
Toutefois, des législateurs visent à sa restriction. Ainsi, l'habeas corpus en vigueur aux États-Unis fut amendée par le Detainee Treatment Act, voté par le Congrès des États-Unis en 2005, qui stipule qu’aucun tribunal américain n’a juridiction pour entendre un bref d’habeas corpus soulevé par un étranger détenu à Guantanamo Bay.

### Cinéma
- 1997 : Habeas Corpus, court-métrage de Jean-Philippe Gredigui, scénario d’Abdel Raouf Dafri.
- Utilisations extrêmement nombreuses du concept dans le cinéma anglo-saxon. Bullitt (1968), film de Peter Yates.